# Фокс Лејк (Монтана)
Фокс Лејк (енгл. Fox Lake) насељено је место без административног статуса у америчкој савезној држави Монтана.

## Демографија
По попису из 2010. године број становника је 158, што је 1 (0,6%) становника више него 2000. године.
| Група             | 2000.       | 2010.       |
| Белци             | 153 (97,5%) | 154 (97,5%) |
| Афроамериканци    | 0 (0,0%)    | 1 (0,6%)    |
| Азијати           | 0 (0,0%)    | 0 (0,0%)    |
| Хиспаноамериканци | 2 (1,3%)    | 2 (1,3%)    |
| Укупно            | 157         | 158         |